# Mercury Phoenix Trust
The Mercury Phoenix Trust es una organización benéfica que lucha contra el VIH/sida en todo el mundo.
Después de la muerte de Freddie Mercury de causas relacionadas al SIDA en Londres en 1991, los miembros restantes de Queen y Jim Beach, su mánager, organizaron el concierto tributo a Freddie Mercury para el conocimiento del SIDA, con el objetivo de dar a conocer la Mercury Phoenix Trust. La organización ha estado activa desde entonces.
Los actuales administradores son: Brian May, Jim Beach, Mary Austin (antigua amiga de Freddie Mercury) y Roger Taylor.